# Артур Жмієвський
Артур Жмієвський (пол. Artur Żmijewski; *10 квітня 1966) — польський театральний, теле- та кіноактор.

## Біографія
Закінчив ліцей ім. Марії Конопницької в Леґіоново, а в 1990 році Державну вищу театральну школу в Варшаві (нині Театральна академія імені Александра Зельверовича у Варшаві).
У 1989–1990 роках виступав у Сучасному театрі, в 1991–1992 в Театрі Ateneum та Театрі Сцена Презентація, в 1998–2010 роках в Національному театрі Польщі.
Від 2007 року посол доброї волі ЮНІСЕФ. З 2009 року почесний громадянин м. Леґіоново. Одружений, має дружину Пауліну і трьох дітей. Знявся в 56 фільмах. Серед них «Катинь» Анджея Вайди (2007, в ролі Анджея, ротмістра 8 полку уланів), «Випускний 1947» Януша Маєвського (2010, в ролі Тадеуша Ташке, батька Людвіка). Озвучував низку закордонних анімаційних фільмів («Робін Гуд» (1973), «Дорога до Ельдорадо» (2000), серію «Мадагаскар») та роль Ганса Франка у польському художньому фільму «Кароль, людина яка стала папою» (2005).
У 2005 році нагороджений польською відзнакою «Хрест Заслуги».